# 파트와

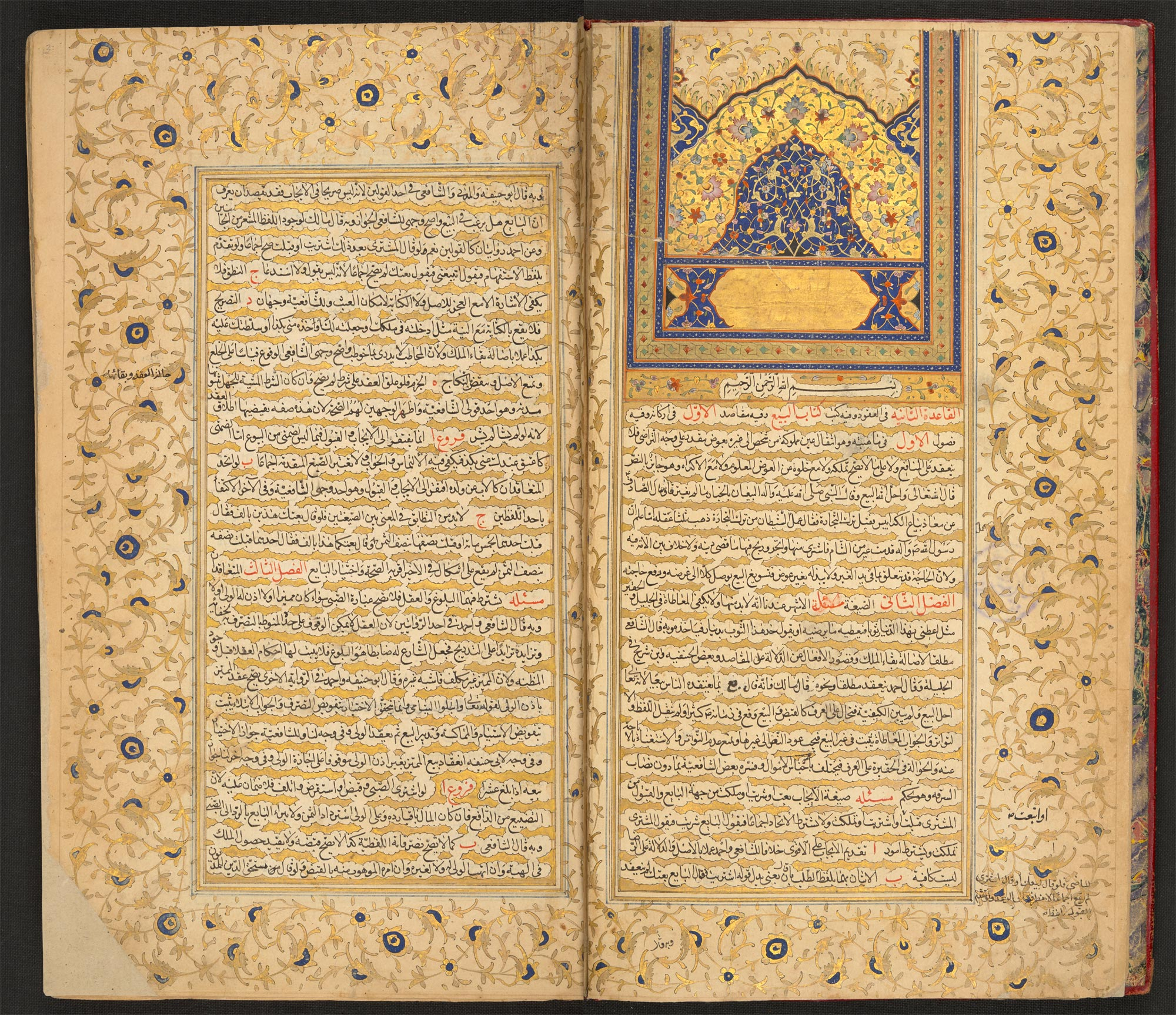

파트와(아랍어: فتوى fatwā[*])는 이슬람 학자가 이슬람 법에 대하여 내놓는 의견이다. 파트와는 법적인 판결이 아닌 종교적인 의견이지만, 몇몇 나라에서는 법 이상의 권위를 갖고 있다. 파트와는 코란과 샤리아에 입각하여 결정된다.

## 파트와의 준수
이란 및 사우디아라비아등 중동의 철저한 율법주의 국가에서는 파트와의 준수 여부가 생사를 가른다고 생각하는 반면, 인도네시아에서는 정치와 개인의 자유를 종교로부터 어느정도만 분리하고 있다.

## 파트와를 만드는 곳
- 아즈하르 대학교
- 카이로 대학교